# جولای طلایی آسیایی
جولای طلایی آسیایی (نام علمی: Ploceus hypoxanthus) نام یک گونه از سرده جولاها است.